# 鯨獸鯨屬
鲸兽鯨屬（學名：Cetotherium，意为“鲸兽”）是新鬚鯨科下已滅絕的一屬。在中文语境下常被误称为“新须鲸属”，实际上该名称误译自小露脊鲸属的异名Neobalaena。

## 演化

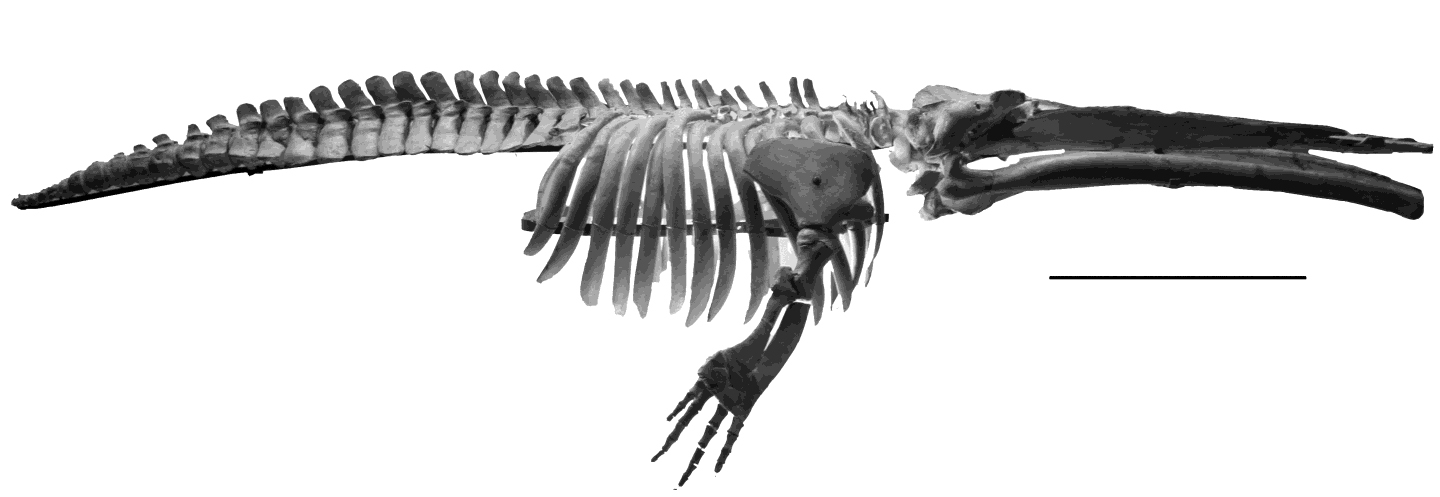
李氏鯨獸鯨（C. riabinini）全身骨骼化石

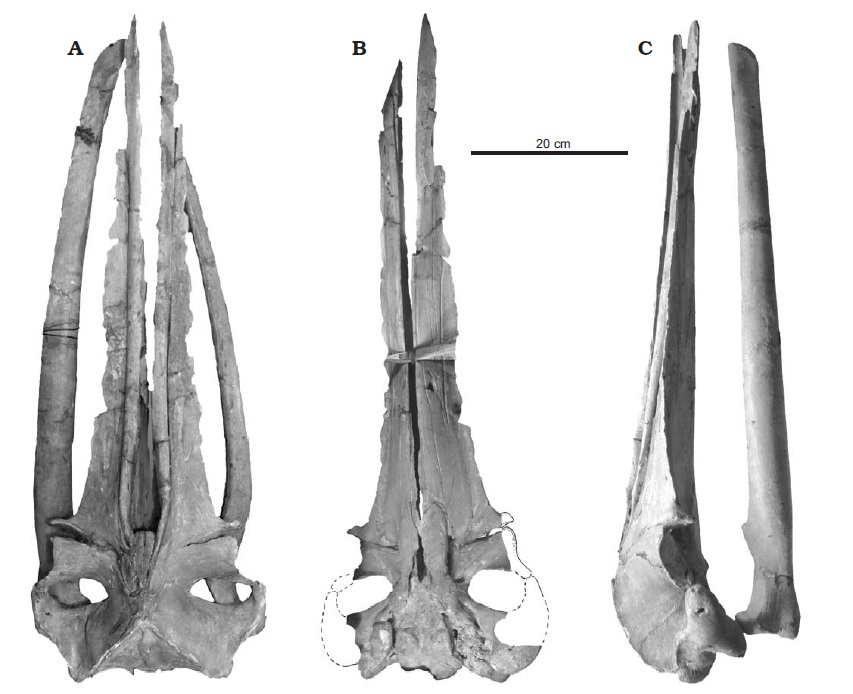
李氏鯨獸鯨（C. riabinini）顱骨化石

鲸兽鯨類於漸新世開始出現，並且分裂為兩類。當中一類包含了鲸兽鯨，從演化角度來看，鲸兽鯨與鬚鯨科及灰鯨有一些共通的特徵。
科學家一直以來都認為所有鲸兽鯨科的物種在上新世時均已絕種。然而 2012 年的研究提出，小露脊鯨屬於鲸兽鯨科且為該科唯一的現存物種。

## 潛在威脅
從鲸兽鯨類的化石紀錄顯示鲸兽鯨可能被其他大型掠食性鯊魚（如巨齿鲨）攻擊及獵食。